# Wiesław Gawlikowski
Wiesław Gawlikowski (* 2. Juli 1951 in Krakau) ist ein ehemaliger polnischer Sportschütze in der Disziplin Skeet.

## Erfolge
Wiesław Gawlikowski nahm an vier Olympischen Spielen teil. 1968 belegte er in Mexiko-Stadt den 24. Platz, vier Jahre darauf kam er in München nicht über den 39. Platz hinaus. Bei den Olympischen Spielen 1976 in Montreal erzielte er wie Klaus Reschke 196 Punkte und belegte damit den dritten Rang hinter Josef Panáček und Eric Swinkels. Im Stechen um die Bronzemedaille setzte er sich gegen Reschke durch und gewann somit die Bronzemedaille. Die Spiele 1980 in Moskau schloss er auf dem 19. Platz ab.
Gawlikowski wurde 1974 in Bern Weltmeister und sicherte sich im Jahr darauf in München die Bronzemedaille. Im Mannschaftswettbewerb gewann er 1969 in San Sebastián, 1974 in Bern und 1975 in München jeweils die Silbermedaille.